# Goronwy Rees
Goronwy Rees (29. listopadu 1909 – 12. prosince 1979) byl velšský novinář. Narodil se ve městě Aberystwyth na západě Walesu. Později studoval historii na oxfordské New College a následně začal psát pro The Manchester Guardian. Následně byl asistentem editora magazínu The Spectator a cestoval tak po různých evropských zemích, včetně Německa a Československa. V roce 1953 se stal ředitelem Aberystwythské univerzity. Zemřel v Londýně ve věku 70 let.